# Marianna Gabara
Marianna Gabara z d. Borowiak (ur. 25 grudnia 1899 w Łodzi, zm. 7 sierpnia 1961 tamże) – działaczka komunistyczna.
Córka robotnika Józefa, skończyła 4 klasy szkoły podstawowej i została włókniarką. Podczas I wojny światowej pracowała na wsi, po wojnie wrócił do Łodzi i ponownie podjęła pracę w zakładach włókienniczych. 1923 wyszła za mąż za działacza komunistycznego Bronisława Gabarę i pod jego wpływem w 1924 wstąpiła do KPRP. Łączniczka i kolporterka literatury komunistycznej, działała też w związku zawodowym włókniarzy. VIII 1929 włączona przez Komitet Łódzki (KŁ) KPP do 5-osobowej delegacji łódzkich robotników-komunistów do ZSRR, po powrocie 14 X 1929 aresztowana wraz z resztą delegatów i 30 V 1930 skazana na 4 lata więzienia, jednak po apelacji i obronie Teodora Duracza uniewinniona 15 IX 1930; otrzymała jedynie 2 tygodnie pozbawienia wolności za nielegalne przekroczenie granicy. Od 1931 pracowała w fabryce przemysłu bawełnianego, gdzie była delegatką robotniczą i współorganizowała strajki. Po osadzeniu w 1938 jej męża w obozie w Berezie Kartuskiej zwolniona z pracy, co spowodowało trzydniowy strajk protestacyjny robotników w jej obronie. Podczas II wojny światowej w ZSRR, pracowała w Kalininie i Ferganie w fabrykach włóknienniczych i (od 1943) w Polskim Domu Dziecka w miejscowości Czkałow pod Moskwą. Działała w ZPP. Po powrocie do Łodzi od 1946 ponownie pracownica fabryk włókienniczych i członek PPR (od 1948 PZPR), od 1952 pracowała w kontroli technicznej Południowych Zakładów Przemysłu Zgrzebnego. Członek Egzekutywy POP i Rady Zakładowej. Od 1957 na emeryturze. Była odznaczona Krzyżem Oficerskim Orderu Odrodzenia Polski.